# Трубковёрт орешниковый
Трубковёрт орешниковый, или ореховый трубковёрт (лат. Apoderus coryli) — вид жуков из семейства трубковёртов.

## Описание

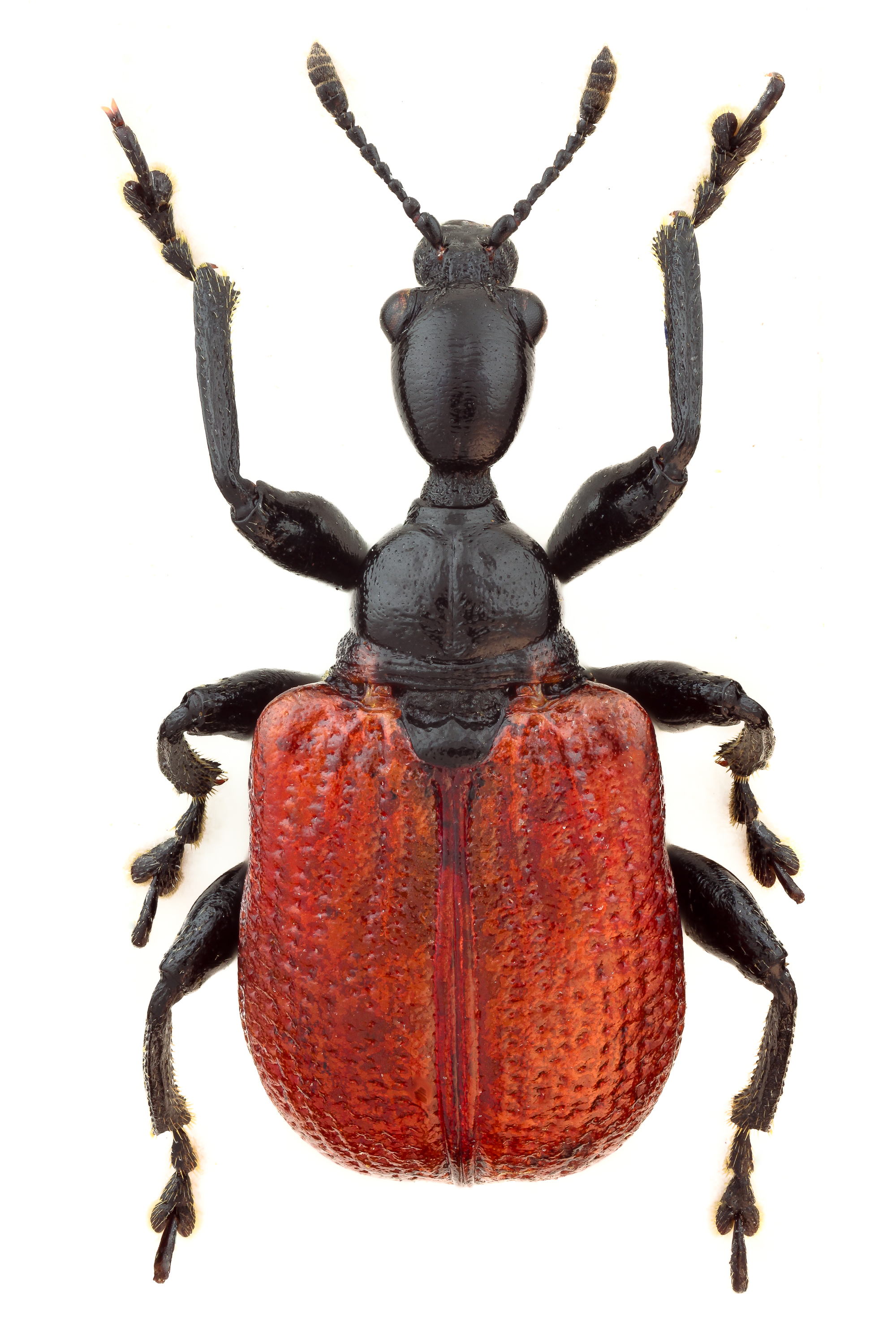

Небольшой чёрный жучок длиной 6—7 мм, с красными надкрыльями и красным или чёрным грудным щитом. Ноги красноватые или чёрные, усики 12-члениковые. Распространён по всей Европе и встречается очень часто в мае и июне на орешнике, ольхе, буке и других деревьях. Самки свёртывают листья в трубки, закрытые сверху и снизу и образующиеся вследствие перегрызания листьев поперёк через срединную жилку. В каждую трубку откладывается по 1—3 яйца. Желтоватые личинки питаются за счёт сухих листьев и окукливаются осенью в земле. Вред, приносимый жуком деревьям, является незначительным.